# Лісна (гміна, Люблінське воєводство)
Гміна Лісна (пол. Gmina Leśna Podlaska, ґміна Лесьна-Підляська) — сільська гміна у східній Польщі. Належить до Більського повіту Люблінського воєводства.
Станом на 31 грудня 2011 у гміні проживало 4355 осіб.

## Площа
Згідно з даними за 2007 рік площа гміни становила 97.69 км², у тому числі:
- орні землі: 79.00 %
- ліси: 15.00 %

Таким чином, площа гміни становить 3.55 % площі повіту.

## Населення
Станом на 31 грудня 2011:
| Опис     | Загалом | Загалом | Чоловіки | Чоловіки | Жінки | Жінки |
| -------- | ------- | ------- | -------- | -------- | ----- | ----- |
| одиниця  | осіб    | %       | осіб     | %        | осіб  | %     |
| все      | 4355    | 100     | 2187     | 50.22    | 2168  | 49.78 |
| міське   | 0       | 100     | 0        |          | 0     |       |
| сільське | 4355    | 100     | 2187     | 50.22    | 2168  | 49.78 |

## Сусідні гміни
Гміна Лісна межує з такими гмінами: Біла Підляська, Гушлев, Янів Підляський, Константинів, Стара Корниця.